# Helconidea necydalidis
Helconidea necydalidis är en stekelart som beskrevs av Joseph Augustine Cushman 1931. Helconidea necydalidis ingår i släktet Helconidea och familjen bracksteklar. Inga underarter finns listade i Catalogue of Life.